# Эль-Пеньоль (Антьокия)
Эль-Пеньоль (исп. El Peñol) — город и муниципалитет на севере Колумбии, на территории департамента Антьокия. Входит в состав субрегиона Восточная Антьокия.

## История
Поселение из которого позднее вырос город было основано 20 июня 1714 года.

## Географическое положение

Муниципалитет Эль-Пеньоль

Город расположен в юго-восточной части департамента, в гористой местности Центральной Кордильеры, вблизи водохранилища Пеньоль-Гуатапе, на расстоянии приблизительно 30 километров к востоку от Медельина, административного центра департамента. Абсолютная высота — 2005 метров над уровнем моря.

Муниципалитет Эль-Пеньоль граничит на севере с муниципалитетом Консепсьон, на северо-востоке — с муниципалитетом Алехандрия, на востоке — с муниципалитетом Гуатапе, на юге — с муниципалитетами Гранада и Эль-Сантуарио, на западе — с муниципалитетами Сан-Висенте и Маринилья. Площадь муниципалитета составляет 143 км².

## Население
По данным Национального административного департамента статистики Колумбии, совокупная численность населения города и муниципалитета в 2012 году составляла 16 020 человек.
Динамика численности населения муниципалитета по годам:
| 2005   | 2006   | 2007   | 2008   | 2009   | 2010   | 2011   | 2012   |
| ------ | ------ | ------ | ------ | ------ | ------ | ------ | ------ |
| 16 241 | 16 217 | 16 193 | 16 169 | 16 146 | 16 110 | 16 070 | 16 020 |

Согласно данным переписи 2005 года мужчины составляли 49 % от населения Эль-Пеньоля, женщины — соответственно 51 %. В расовом отношении белые и метисы составляли 99,6 % от населения города; негры, мулаты и райсальцы — 0,4 %.
Уровень грамотности среди всего населения составлял 91,8 %.

## Экономика
Основу экономики Эль-Пеньоля составляет сельскохозяйственное производство. Развиты животноводство и туризм.

54,2 % от общего числа городских и муниципальных предприятий составляют предприятия торговой сферы, 27,3 % — предприятия сферы обслуживания, 18 % — промышленные предприятия, 0,5 % — предприятия иных отраслей экономики.

## Достопримечательности
К юго-западу от города находится скала Эль-Пеньон-де-Гуатапе, некогда являвшаяся объектом поклонения индейцев племени тахамис.